# اديس (أديس)
اديس هي إحدى مشيخات المملكة المغربية، تتبع جغرافيا لإقليم طاطا وإداريًا لأديس. يقدر عدد سكانها بـ 1229 نسمة حسب الإحصاء الرسمي للسكان والسكنى لسنة 2004.